# 张贵亭
张贵亭（1940年11月—），男，回族，河南泌阳人，中华人民共和国政治人物，曾任新疆维吾尔自治区政协副主席。